# Reksio (postać)
Reksio – postać fikcyjna, tytułowy bohater polskiego serialu animowanego pt. Reksio, stworzony przez jednego z reżyserów Studia Filmów Rysunkowych w Bielsku-Białej, Lechosława Marszałka. Reksio to pies, który mieszka w budzie stojącej przy domu właścicieli. Potrafi on stawać na tylnych łapach, rozmawia z ludźmi, zwierzętami i kosmitami. Pierwowzorem postaci Reksia była suczka Lechosława Marszałka, terier ostrowłosy imieniem Trola.

## Odniesienia w kulturze i życiu codziennym
Postać Reksia pojawia się w serialu Bolek i Lolek oraz książkach wydanych na podstawie serialu. Analogicznie postaci Bolka i Lolka pojawiły się w Reksiu.
W 2002 wydano pierwszą z serii komputerowych gier przygodowych poświęconych Reksiowi. Dystrybutorem był Aidem Media. W sumie wydano 15 gier z udziałem Reksia, w tym 6 edukacyjnych i 9 przygodowych.
W Bielsku-Białej na placu pomiędzy ul. 11 Listopada i ul. Stojałowskiego znajduje się wykonany z brązu pomnik Reksia. Piesek wskazuje palcem na sąsiadującą z pomnikiem fontannę. W 2012 postać Reksia została wykorzystana do promocji klubu Podbeskidzie Bielsko-Biała. Wizerunek Reksia i innych postaci z serialu znajduje się na białkach – pieniądzu lokalnym Bielska-Białej wyemitowanym we wrześniu 2009. Postać Reksia na białkach zmienia się w zależności od kąta patrzenia.
W 1975 Poczta Polska wydała znaczek pocztowy nr 2247 w serii: Telewizyjne filmy i programy dla dzieci. 20 maja 2016 Poczta Polska wprowadziła do obiegu 2 znaczki pocztowe nr 4685 i 4686 w serii: Polski film animowany przedstawiające Reksia.
W 2017 ukazało się opowiadanie pod tytułem Reksio Szczeniak, oparte na scenariuszu pierwszego filmu, autorstwa Lechosława Marszałka. Pierwszego filmu o Reksiu, który nigdy nie powstał.
W 2023 nazwę ulica Reksia nadano ulicy w dzielnicy Ursus w Warszawie.